# 纽芬兰-拉布拉多省第5区
纽芬兰-拉布拉多省第5区（英語：Division No. 5, Newfoundland and Labrador）是加拿大纽芬兰与拉布拉多省的一个人口普查区，位于纽芬兰岛中部偏西北的位置，普查区由亨伯谷（英語：Humber Valley）岛屿湾（英語：Bay of Islands）和怀特湾（英語：White Bay）组成。

## 法人代表社区

### 城市
- 科纳布鲁克